# Diego Lichtenstein
Diego Lichtenstein, más conocido por su seudónimo Diega (São Paulo, Brasil; 30 de noviembre de 1983) es un baterista, productor y programador argentino. Es conocido por ser el baterista de la banda Tan Biónica. Es hermano del corredor de automovilismo Eric Lichtenstein y sobrino de la periodista Fanny Mandelbaum.

## Carrera

### Primeros años
Nacido en Brasil, vivió en su país natal hasta los dos años de edad, cuando su familia decidió volver a Argentina, país que tomó como adoptivo y en el cual se crio y creció. Su interés por la música comenzó desde muy chico, ya que a los nueve años empezó a tocar la batería en forma autodidacta y ese mismo año le regalaron su primera batería.
Desde entonces, y hasta su adolescencia, tocó en un grupo formado en su colegio. A fines de la década de 1990, se integró a la banda Los Superagentes, en la cual tocaría hasta el año 2001. En ese año se integraría a la entonces banda del actual solista Marcelo Ezquiaga, Mi Tortuga Montreux. Con ella grabaría los demos del disco "Mar del Plata en Invierno" y lo tocaría en vivo en varias oportunidades hasta el año 2002.

### Tan Biónica

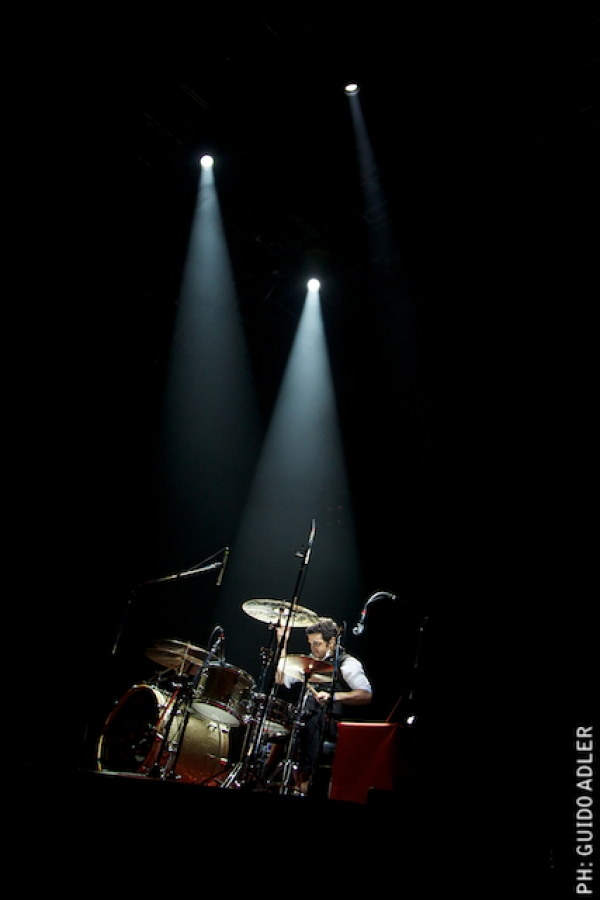
Cierre del "Obsesionario Tour" en el Luna Park.

Su inclusión a Tan Biónica, en 2002, suele contarse como anecdótica ya que fue en un ensayo de la incipiente banda en la que el anterior baterista se había retirado de la sala en un momento de descanso a fumar un cigarro, Diego entró en ella, invitado por los demás se sentó en su lugar y comenzó a tocar para hacer tiempo hasta que regresara el titular. A partir de ese momento fue tomado como el baterista definitivo, cerrándose así el grupo, formado además por Chano en voz, su hermano Bambi en bajo, coros y producción y Seby en guitarras.
Tan Biónica tuvo un largo camino recorrido antes de sus primeros hits y su salto a la fama de la que hoy en día goza. Fue en el año 2003 en el que Diego empezó a tocar con una batería Gretsch Catalina Elite. Comenzando en el under, recorriendo bares y lugares inhóspitos alrededor de todo el país, la banda logró grabar su EP en 2003, titulado Wonderful noches. Sin embargo, tuvieron que esperar tres años más para poder finalmente en 2007 grabar su primer CD, Canciones del Huracán. El primer corte de difusión elegido, «Arruinarse», cuenta con un participación especial por parte de Diego en la cual rapea junto a Bambi. Este tema fue un hit en 2007 y logró posicionar a la banda en los primeros puestos de los rankings de todo el país y darle mayor difusión. Un año después comenzaron su gira de promoción del CD, llamada «Huracán Tour», recorriendo varias provincias del país.
A pesar de la gira y del éxito de «Arruinarse», fue recién en el 2010, con el lanzamiento de Obsesionario, que realmente comenzaron a tener éxito. Gracias a su sencillo «Ella», el cual se convirtió en un hit inmediatamente luego de su lanzamiento, volvieron a posicionarse en los primeros puestos de los rankings radiales y en los canales de música. Seguida por «Beautiful», «El Duelo», «Obsesionario en La Mayor», «Loca», «La Comunidad» y «La Suerte Está Echada», este disco no ha sido más que una seguidilla de éxitos que han logrado mantener a Tan Biónica en una posición muy importante en la cultura de la música de estos últimos tiempos. Gracias a él, emprendieron su gira «Obsesionario Tour», con más de 150 recitales no sólo a nivel nacional, llegando a todas las provincias, sino también por todo Latinoamérica, visitando países como Uruguay, México y Colombia, además de Europa, e incluso teniendo una participación en el conocido festival de música internacional Rock in Río, en Brasil. Comenzó la gira con la antes mencionada Gretsch Catalina Elite, pero luego la cambió por una Gretsch New Classic Vintage Glass Nitron. La gira culminó en la Ciudad Autónoma de Buenos Aires, llegando a hacer sus primeros tres shows en el Luna Park, en junio del 2012. Este disco les valió varias nominaciones a galardones entre los que se encuentran dos Premios Gardel.
Luego del lanzamiento de Obsesionario y con la vorágine de los shows, conferencias de prensa, entrevistas, y viajes, surgió Destinología, su tercer álbum de estudio, lanzado en mayo del 2013. Éste tuvo sus singles «Ciudad mágica», «La melodía de Dios», «Música» y «Mis Noches de Enero», siendo todos primeros en los rankings musicales durante un gran tiempo luego de sus lanzamientos. El disco fue presentado en Córdoba en junio de 2013, comenzando el «Tour Destinológico», para el cual el baterista decidió usar una Ludwig Clear Vistalite, adquirida en uno de sus viajes a Estados Unidos.
Además, Tan Biónica fue contratada por la empresa Coca-Cola para grabar el tema «El Mundo es Nuestro», junto a Gaby Amarantos, de Brasil, para la Copa Mundial de la FIFA 2014, llevada a cabo en Brasil.

## Carrera solista
Luego de la separación de Tan Biónica, Diego comenzó desempeñarse como DJ, lanzando además dos canciones llamadas "It's you" y "Stay tonight" en 2019. Además, ha colaborado como productor y baterista en las canciones solistas de sus compañeros de banda.

## Vuelta de Tan Biónica
Durante la presentación de Chano en el festival Lollapalooza Argentina 2023, Diego participó en la aparición sorpresa de Tan Biónica donde él y el grupo interpretaron cuatro temas. Al final del show, el grupo anunció que muy pronto se volverían a presentar en vivo para darle a sus fans "una última noche mágica". El viernes 12 de mayo a las 12:00 pm se daría a conocer vía redes sociales el show, siendo el 28 de octubre en el Estadio José Amalfitani, ciudad de Buenos Aires.